# Rastrinus scutiger
Rastrinus scutiger är en fiskart som först beskrevs av Bean, 1890.  Rastrinus scutiger ingår i släktet Rastrinus och familjen simpor. Inga underarter finns listade i Catalogue of Life.